# 李佳军
李佳軍（1975年10月15日—），吉林省長春市人，前中國男子短道速滑運動員。

## 生涯
李佳軍是中國短道速滑國家隊中其中一位經驗最為豐富的運動員，他在6歲曾是花樣滑冰運動員，後來於9歲之時就開始學習滑冰，在1984年首次出賽，並在1991年至1995年奪得多個的全國冠軍，如全國錦標賽、奧星杯、七運會、全國冠軍賽等的賽事都成為大贏家，而在第八屆全國冬季運動會中，李佳軍更包辦了當中的5面金牌。
1995年加拿大的國際挑戰賽中，於男子個人500米決賽內，以一人之力戰勝其餘三位的加拿大運動員，成為當時的冠軍得主，而更重要的是該冠軍是李佳軍的首個國際賽事個人項目的冠軍。
贏得冠軍後的一年，李佳軍再次有眾的表現，他在哈爾濱亞洲冬季運動會的短道速滑中的男子個人500米和1500米兩個小項中打破了日韓的壟斷，奪得兩面金牌。同年的3月，李佳軍在荷蘭海牙的世界錦標賽中成為男子個人1000米的冠軍得主，同時成爲了改革開放後，首位冬季項目中的冠軍得主。長野冬季奧運中，李佳軍第二次代表國家隊出征，取得了男子個人1000米項目的銀牌，另聯同其餘三位隊友獲得男子5000米接力的銅牌。
1999年，李佳軍與隊友在美國創做出中國第一個冬季項目的團體賽世界冠軍紀錄，眾人在聖路易斯進行的世界團體錦標賽中，奪得冠軍，同年李佳軍在保加利亞索非亞世界錦標賽的男子個人全能小項掄元，兩年後的韓國世錦賽再度奪冠。
鹽湖城冬季奧運中，李佳軍成為「三朝元老」，在男子個人1500米小項中以2分18秒731得銀牌，及後再下一城，取得5000米接力小項的銅牌。参加1000米决赛时，临近终点时，犯规拉跌排在第一的美国选手，导致自己与美国，加拿大及韩国选手跌倒. 最后排在最后的澳大利亚选手获得史上第一面澳大利亚冬季奥运会金牌. 赛后李佳军比取消比赛资格.
翌年，李佳軍退出國家隊，但後來見國家隊的成績下滑，決定「復職」。及後就於世錦賽中勇奪男子個人500米、1000米的冠軍以及男子5000米接力賽的季軍，並在韓國、美國和加拿大三個分站的世界杯中贏得2003年至2004年賽的男子個人500米冠軍、1000米冠軍，兩次的5000米接力冠軍和一次的季軍。在國內的十冬運中一連奪得6面金牌，並贏得青森亞洲冬季運動會取得一面金牌和銀牌。
　　
2005年，李佳軍依保持著出色的成績，他先後於世界錦標賽的男子個人1000米得季軍，在十運會之中為吉林摘下一金、一銀、一銅，又在荷蘭、意大利、韓國與杭州等站的世界杯與李野、李蒿楠和隋寶庫取得接力賽的亞軍和季軍，又贏得男子個人500米、1000米的冠軍、3000米的季軍等。
都靈冬季奧運，第4次出戰的李佳軍再度無緣金牌，先後在2月12日的男子個人1500米小項中在決賽以2分26秒005取得銅牌，是該屆冬季奧運中中國代表團的第一面獎牌。2月18日，李佳軍與李野出戰男子個人1000米項目中的準決賽以1分47秒965完成賽事，但兩者都未能出線決賽。而在500米小項中，李佳軍在準決賽中被判犯規，被取消資格。在最後的男子5000米接力小項中，中國隊以6分53秒989在五隊中最後成完成比賽，最終李佳軍只取得一面銅牌返國。

## 外部連結
- 李佳軍的簡介[永久]
- 李佳军-国际滑冰联盟（ISU）